# Simone Della Balda
Simone Della Balda (2 dicembre 1972) è un ex calciatore sammarinese, di ruolo difensore.